# Conophytum subfenestratum
Conophytum subfenestratum là một loài thực vật có hoa trong họ Phiên hạnh. Loài này được Schwantes mô tả khoa học đầu tiên năm 1929.